# Churuquita Chiquita
Churuquita Chiquita se ubica en la provincia de Coclé, en la parte central del país, a 100 km al suroeste de Panamá, la capital del país. A 166 metros sobre el nivel del mar se encuentra en Churuquita Chiquita y tiene 1.142 habitantes según el censo de 2010.